# Atletismo nos Jogos Pan-Americanos de 1983 - 200 m masculino
A prova dos 200 m masculino nos Jogos Pan-Americanos de 1983 foi realizada em Havana, Cuba.

## Medalhistas
| Ouro                            | Prata                     | Bronze                             |
| Elliott Quow USA Estados Unidos | Leandro Peñalver CUB Cuba | Bernard Jackson USA Estados Unidos |

## Resultados
| Posição           | Nome                  | Nacionalidade         | Tempo | Notas |
| ----------------- | --------------------- | --------------------- | ----- | ----- |
| Medalha de ouro   | Elliott Quow          | USA Estados Unidos    | 20.42 |       |
| Medalha de prata  | Leandro Peñalver      | CUB Cuba              | 20.53 |       |
| Medalha de bronze | Bernard Jackson       | USA Estados Unidos    | 20.81 |       |
| 4                 | Tomás González        | CUB Cuba              | 20.85 |       |
| 5                 | João Batista da Silva | BRA Brasil            | 21.12 |       |
| 6                 | Tony Sharpe           | CAN Canadá            | 21.20 |       |
| 7                 | Andrew Bruce          | TRI Trinidad e Tobago | 21.29 |       |